# Académie de chorégraphie de Moscou
 (octobre 2018).
Si vous disposez d'ouvrages ou d'articles de référence ou si vous connaissez des sites web de qualité traitant du thème abordé ici, merci de compléter l'article en donnant les références utiles à sa vérifiabilité et en les liant à la section « Notes et références ».
L'Académie de chorégraphie de Moscou (en russe : Московская государственная академия хореографии), communément appelée Académie du Ballet du Bolchoï, est l'une des plus anciennes et des plus prestigieuses écoles de danse au monde,, située à Moscou. C'est l'école partenaire du Ballet du Bolchoï.
Le Ballet du Bolchoï reçoit la majorité de ses danseurs de l'Académie, comme le font la plupart des autres ballets de Moscou. De nombreux chorégraphes, professeurs et diplômés de l'académie ont fait la renommée des ballets russes et internationaux, notamment Olga Lepechinskaïa, Raisa Struchkova, Natalia Bessmertnova, Ekaterina Maximova, Maïa Plissetskaïa, Nikolaï Fadeïetchev, Vladimir Vassiliev, Mikhaïl Lavronsky, Nikolaï Tsiskaridzé (artiste du peuple de l'URSS, prima ballerina assoluta et premier danseur).

## Histoire
Le Bolchoï est la plus ancienne école de théâtre de Moscou, à l'origine un orphelinat fondé à la suite d'un ordre de Catherine II, en 1763. Le premier cours de danse a été enseigné en 1773.

## Directeurs
Directeurs
- 1773-1777 : Filippo Beccari
- 1778-1783 : Léopold Paradis
- 1783-1805 : Cosimo Morelli
- 1806-1808 : Jean Lamiral
- 1808-1811 : Dominique Lefèvre
- 1811-1839 : Adam Glouchkovski
- 1839-1846 : Constantin Bordanov
- 1846-1850 : Fiodor Manokhine
- 1851-1857 : ?
- 1858-1869 : Fiodor Manokhine
- 1869-1872 : Pierre Frédéric Malavergne
- 1872-1874 : Gustave Legat
- 1874-1883 : Sergey Petrovitch Sokolov
- 1883-1898 : Alexeï Bogdanov
- 1898-1902 : Vassili Geltser
- 1902-1907 : Alexandre Gorski
- 1907-1917 : Vassili Tikhomirov
- 1917-1924 : Alexandre Gorski
- 1924-1931 : ?
- 1931-1936 : Viktor Alexandrovitch Semionov
- 1937-1941 : Piotr Goussev
- 1942-1945 : Nikolaï Tarassov
- 1945-1947 : Rostislav Zakharov
- 1948-1953 : Leonid Lavrovski
- 1953-1954 : Nikolaï Tarassov
- 1954-1958 : Mikhaïl Gabovitch
- 1959-1964 : Youri Kondratov
- 1960-2001 : Sofia Golovkina
- 1964-1967 : Leonid Lavrovski
- 1968-1972 : Alexeï Ermolaïev
- 1973-1987 : Maxime Martirossian
- 1988-1993 : Igor Ouxousnikov
- 2001-2002 : Boris Akimov
- 2002- : Marina Leonova

## Méthodes et éducation
La méthode d'enseignement du Bolchoï est fondée sur un examen approfondi, complet et classique du programme de formation qui est soigneusement coordonnée à la capacité des élèves. Le programme comprend la technique du ballet, le travail de pointe, le centre de travail, le répertoire, le pas de deux, la danse jazz, la danse de caractère et la danse historique. L'Académie est composée d'un corps professoral international doté d'expériences d'enseignement et de représentations à l'international. Toutes les classes sont soigneusement ordonnées par âge et par niveau technique pour que chaque élève reçoive l'attention individuelle nécessaire à sa progression. Les enfants âgés de neuf à dix-huit ans suivent un parcours scolaire en plus de leur rigoureuse formation à la danse, suivant la méthode Vaganova. Beaucoup d'entre eux vivent dans des dortoirs au sein de l'école.
L'Académie organise des auditions annuelles pour sélectionner les étudiants qui intégreront les programmes de formation professionnelle à plein temps. La directrice de l'académie est actuellement Marina Leonova (2018).

## Installations
L'Académie offre parmi les meilleures installations de formation à la danse au monde. Les bâtiments incluent une vingtaine de grands studios dotés d'une piste de danse professionnelle non dérapante, des vestiaires avec douches et casiers, une zone d'étude et une salle de physiothérapie. De hauts plafonds permettent de s’entraîner aux pas de deux et deux hauteurs de barres sont accessibles aux jeunes enfants et aux adultes.

## Anciens élèves
L'Académie est l'école d'où est issue la majorité des danseurs du Ballet du Bolchoï. L'Académie a diplômé une longue liste de ballerines et de danseurs.

## Cours intensifs d'été
L'Académie est partenaire de la Fondation russo-américaine et tient chaque année des cours intensifs d'été à New York et à Middlebury (Connecticut). Les cours ont lieu dans les installations du Lincoln Center. Durant les cours intensifs d'été, quelques élèves sont choisis pour participer à un gala à Moscou ou pour s'inscrire à temps plein à l'Académie de Moscou.